# Vaksala landskommun
Vaksala landskommun är en tidigare kommun i Uppsala län.

## Administrativ historik
Den 1 januari 1863, när kommunalförordningarna började tillämpas, skapades över hela riket cirka 2 500 kommuner, varav 89 städer, 8 köpingar och resten landskommuner. Då inrättades i Vaksala socken i Vaksala härad i Uppland denna kommun
1952 genomfördes den första av 1900-talets två genomgripande kommunreformer i Sverige. Vaksala bildade då "storkommun" genom sammanläggning med de tidigare kommunerna Danmark och Funbo.
1 januari 1959 överfördes från Vaksala landskommun och Danmarks församling till Uppsala stad och Heliga Trefaldighets församling ett obebott område omfattande en areal av 0,14 km², varav 0,13 km² land. I motsatt riktning (från staden till Vaksala landskommun) överfördes ett obebott område omfattande en areal av 0,11 km², varav 0,10 km² land.
Vaksala landskommun uppgick i Uppsala stad 1967.
Kommunkoden 1952–67 var 0310.

### Kyrklig tillhörighet
I kyrkligt hänseende tillhörde kommunen Vaksala församling. Den 1 januari 1952 tillkom Danmarks församling och Funbo församling.

## Geografi
Vaksala landskommun omfattade den 1 januari 1952 en areal av 155,27 km², varav 151,43 km² land. Efter nymätningar och arealberäkningar färdiga den 1 januari 1956 omfattade landskommunen den 1 november 1960 (enligt indelningen den 1 januari 1961) en areal av 161,06 km², varav 157,54 km² land.

### Tätorter i kommunen 1960
I Vaksala kommun fanns tätorten Bergsbrunna, som hade 417 invånare den 1 november 1960. Tätortsgraden i kommunen var då 16,2 procent.

## Politik

### Mandatfördelning i valen 1938–1962
| 10 | 2 | 7 | 1 |

| 19 |

| 9 | 11 |

| 19 |

| 10 | 10 |

| 20 |

| 17 | 10 | 6 | 2 |

| 29 | 6 |

| 15 | 10 | 5 | 5 |

| 29 | 6 |

| 15 | 11 | 3 | 6 |

| 28 | 7 |

| 17 | 10 | 4 | 4 |

| 28 | 7 |